# Ophryotrocha notoglandulata
Ophryotrocha notoglandulata är en ringmaskart som beskrevs av Pfannenstiel 1972. Ophryotrocha notoglandulata ingår i släktet Ophryotrocha och familjen Dorvilleidae. Inga underarter finns listade i Catalogue of Life.